# Tibellus parallelus
Tibellus parallelus es una especie de araña cangrejo del género Tibellus, familia Philodromidae. Fue descrita científicamente por C. L. Koch en 1837.

## Distribución
Esta especie se encuentra en la región paleártica.